# Tigranes I
Tigranes I (orm:Տիգրան Առաջին) – król Armenii w latach ok. 115 p.n.e.- 95 p.n.e. z dynastii Artaksydów. Syn Artaksesa I.
Po śmierci brata Artawazdesa I, objął rządy w kraju. Nie jest pewne czy był ojcem Tigranesa II.